# Copa UDEAC 1988
La Copa UDEAC 1988 fue la quinta edición del torneo de fútbol a nivel de selecciones nacionales de África Central organizado por la UNIFFAC y que contó con la participación de seis países de la región.
Gabón venció en la final al anfitrión Camerún para ser campeón regional por segunda ocasión.

## Fase de grupos

### Grupo A
| País              | PTS | J | G | E | P | GF | GC |
| ----------------- | --- | - | - | - | - | -- | -- |
| Gabón             | 3   | 2 | 1 | 1 | 0 | 3  | 0  |
| Camerún           | 3   | 2 | 1 | 1 | 0 | 2  | 1  |
| Guinea Ecuatorial | 0   | 2 | 0 | 0 | 2 | 1  | 5  |

| 31-11-1988 | Camerún           | 0–0 | Gabón             |
| 2-12-1988  | Guinea Ecuatorial | 1–2 | Camerún           |
| 4-12-1988  | Gabón             | 3–0 | Guinea Ecuatorial |

### Grupo B
| País                     | PTS | J | G | E | P | GF | GC |
| ------------------------ | --- | - | - | - | - | -- | -- |
| Congo                    | 4   | 2 | 2 | 0 | 0 | 3  | 1  |
| República Centroafricana | 2   | 2 | 1 | 0 | 1 | 2  | 2  |
| Chad                     | 0   | 2 | 0 | 0 | 2 | 2  | 4  |

| 30-11-1988 | Congo                    | 2–1 | Chad                     |
| 2-12-1988  | Chad                     | 1–2 | República Centroafricana |
| 4-12-1988  | República Centroafricana | 0–1 | Congo                    |

## Fase Final
|  | Semifinales              | Semifinales |   |                          | Final        | Final |  |
|  |                          |             |   |                          |              |       |  |
|  |                          |             |   |                          |              |       |  |
|  | Douala                   |             |   |                          |              |       |  |
|  | Congo                    | 0           |   |                          |              |       |  |
|  | Camerún                  | 2           |   |                          |              |       |  |
|  |                          |             |   |                          |              |       |  |
|  |                          |             |   |                          | Yaundé       |       |  |
|  |                          |             |   |                          | Camerún      | 0     |  |
|  |                          | Gabón       | 1 |                          |              |       |  |
|  |                          |             |   |                          |              |       |  |
|  |                          |             |   |                          |              |       |  |
|  |                          |             |   |                          | Tercer lugar |       |  |
|  | Yaundé                   | Yaundé      |   | Douala                   | Douala       |       |  |
|  | República Centroafricana | 0           |   | República Centroafricana | 0            |       |  |
|  | Gabón (DP 3-4)           | 0           |   |                          | Congo        | 3     |  |

## Campeón
| Copa UDEAC 1988  |
| ---------------- |
| Bandera de Gabón |
| Gabón 2º Título  |